# فرانسوا فيدلر
فرانسوا فيدلر (بالفرنسية: François Fiedler)‏ هو رسام فرنسي، ولد في 1921 في كوشيتسه في سلوفاكيا، وتوفي في 2001 في Saint-Germain-Laval, Seine-et-Marne ‏ في فرنسا.

## وصلات خارجية
- الموقع الرسمي